# Sunrise Adams

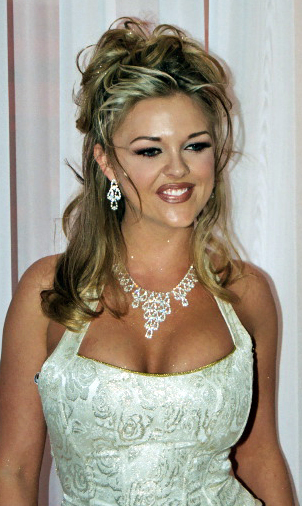
Sunrise Adams (2003)

Sunrise Adams (* 14. September 1982 als Cassie Dale Huggins in St. Louis, Missouri) ist eine ehemalige US-amerikanische Pornodarstellerin. Sie ist die Nichte der US-amerikanischen Pornodarstellerin Sunset Thomas.

## Leben
Adams wuchs in dem kleinen texanischen Ort Como-Pickton in bescheidenen Verhältnissen auf. Ihre Karriere im pornographischen Filmgeschäft begann sie mit 18 Jahren in dem Film More Dirty Debutantes 186 (Produzent: Ed Powers). Im Laufe ihrer Karriere unterzog sie sich einer Brustvergrößerung. Im August 2002 bekam Adams, die hetero-, bi- und homosexuelle Rollen spielt, einen Exklusivvertrag von Vivid und wurde damit zum Vivid Girl. Sie hat in mehr als 220 Filmen mitgespielt. In dem 2004 mit dem AVN Award ausgezeichneten Film Heart of Darkness spielte sie die weibliche Hauptrolle, in diesem Film gewann sie zusammen mit Randy Spears einen AVN Award für die Best Oral Sex Scene.
2004 wurde Sunrise Adams als eine von 30 bekannten Pornodarstellern von dem amerikanischen Fotografen Timothy Greenfield-Sanders in seinem Buch XXX: 30 Porn-Star Portraits und seiner HBO-Dokumentation Thinking XXX porträtiert.

## Fernsehauftritte
- The Tonight Show with Jay Leno, 21. April 2004
- Howard Stern, 7. März 2003
- Howard Stern, 6. März 2003

## Filmografie (Auswahl)
- Kung-Fu Girls 2001
- Portrait of Sunrise, 2002
- Hearts & Minds, 2002
- Debbie Does Dallas: The Revenge, 2003
- Heart of Darkness, 2004
- Last Girl Standing, 2005

## Auszeichnungen
| Jahr | Preis       | Award                            | Film              |
| ---- | ----------- | -------------------------------- | ----------------- |
| 2003 | Venus Award | Beste Nachwuchs-Darstellerin USA |                   |
| 2004 | AVN Award   | Best Oral Sex Scene              | Heart of Darkness |

## Belege
1. ↑  Timothy Greenfield-Sanders: XXX: 30 Porno-Stars im Porträt. (Originaltitel: XXX: 30 Porn-Star Portraits.) Heyne Hardcore, München 2004; S. 12–13, 136–137. ISBN 978-3-453-67515-5.
2. ↑  Thinking XXX. Internet Movie Database, abgerufen am 22. Mai 2015 (englisch).

| Personendaten    | Personendaten                           |
| ---------------- | --------------------------------------- |
| NAME             | Adams, Sunrise                          |
| ALTERNATIVNAMEN  | Huggins, Cassie Dale (Geburtsname)      |
| KURZBESCHREIBUNG | US-amerikanische Pornodarstellerin      |
| GEBURTSDATUM     | 14. September 1982                      |
| GEBURTSORT       | St. Louis, Missouri, Vereinigte Staaten |